# 警察予備隊違憲訴訟
警察予備隊違憲訴訟（けいさつよびたいいけんそしょう）とは、1950年（昭和25年）8月に創設された警察予備隊が日本国憲法第9条に反し違憲であることを、直接最高裁判所に訴えた行政訴訟。日本国憲法が定める最高裁判所の違憲審査制の性質について判断が示された。最高裁判所昭和27年10月8日大法廷判決。

## 概要
1950年に警察予備隊が設置されたことについて、日本社会党を代表して原告鈴木茂三郎が、1951年4月1日以降になした警察予備隊にかかる一切の行為の無効確認を求めて最高裁判所に訴状を提出。原告は、
- 日本国憲法第81条が最高裁判所に憲法裁判所の性格を与えた

とともに、
- それについては一審にして終審の管轄を与えた

とし、さらに
- 立法府の少数野党の原告は原告適格を有する

と主張した。

## 判決
訴え却下。
最高裁大法廷は全員一致で、訴えを不適法とした。すなわち、日本の裁判所が行えるのは司法権であり、司法権を行使するには具体的な訴訟事件の提起を必要とする。具体的な訴訟が提起されないのに憲法及びその他の法律等に判断を下す権限はない。また、司法権の範囲内において下級裁判所も違憲立法審査権を行使でき、逆に今回のような裁判はいかなる裁判所も裁判権を有しない。
判決は警察予備隊の違憲性については一切触れていない。

## 本訴訟の意義
日本国憲法第81条の違憲審査制はどのようなものか。本判決ではアメリカ型の付随的違憲審査制を採ることを明言した。これによると、憲法判断は具体的な訴訟の内容に基づいて行われる。これに対するのがドイツ型の抽象的違憲審査制であり、具体的事件とは関わりなく違憲審査を行えるとするものである。
では、抽象的違憲審査制は現行憲法下では認められないのか。通説はこれを認めることが憲法違反（論拠として、権力分立や国民主権の原理に反するなど）になると否定しているが、法律により最高裁判所に憲法裁判所的権限を与えることが可能であるとする少数説もある。
なお、本判決以前に下級審に違憲立法審査権を認める最高裁判所判決があり（最高裁判所昭和25年2月1日大法廷判決）、本判決もこれに従ったものである。
（違憲審査制についての詳しい議論は、当該項目を参照のこと。なお、近年の憲法改正論議でも、違憲審査制をどうするかで議論がある）

## 判例評釈
- 村松勲「法令に対する司法審査」塩野宏・小早川光郎・宇賀克也編『行政判例百選II』384頁（有斐閣、1999年）
- 佐々木雅寿「違憲立法審査権の性格─警察予備隊違憲訴訟」芦部信喜・高橋和之・長谷部恭男編『憲法判例百選II』414頁（有斐閣、2000年）